# Nico Knoppers
Nicolaas Bastiaan Knoppers (Almelo, 3 maart 1917 - Sherwood Park, Alberta, 28 oktober 2006) was een Nederlandse predikant en verzetsstrijder.

## Levensloop
Knoppers vader was predikant binnen de Gereformeerde Kerken. Zijn moeder was voorzitter van de Nederlandse Christen Vrouwen Bond (NCVB). Zelf studeerde Knopper theologie aan de Vrije Universiteit in Amsterdam en aan de McGill-universiteit in het Canadese Montreal.
Knoppers werd in 1942 beroepen in de gereformeerde kerk in Lollum in Friesland. Samen met zijn vrouw bood hij onderdak aan joodse onderduikers. Ook verborg hij wapens in de pastorie. In 1944 dreigde de Landelijke Organisatie voor Hulp aan Onderduikers dat Groep 2000 geen bonnen meer zou krijgen voor haar onderduikers wanneer zij niet de adressen doorgaf. Groep 2000 weigerde dat en werd inderdaad uitgesloten van de bevoorrading. Na bemiddeling van Knoppers en een paar andere predikanten kwam de groep onder leiding van Jacoba van Tongeren in contact met verschillende knokploegen die de bonnen, die ze verkregen door distributiekantoren te overvallen, konden leveren. Op 17 april 1945, de dag dat Lollum werd bevrijd, werd de oudste zoon van Knopper geboren. Voor zijn verzetsactiviteiten ontving Knoppers het Verzetsherdenkingskruis.
Na de oorlog stond Knoppers nog in Hardenberg (1946) en Hilversum (1949) op de kansel. In 1955 emigreerde hij met zijn gezin naar Canada, waar hij predikant werd in de Christian Reformed Churched in Edmonton en later van 1960 tot 1968 in Montreal. Vervolgens ging hij drie jaar voor als evangelisatiepredikant in El Paso, Texas. De laatste elf jaar voor zijn emeritaat was hij predikant in Red Deer. Na zijn pensioen hielp hij nog bij het opzetten van een nieuwe gemeente en was een van de stichters van King's University in Edmonton.
- Nederlandse Thesaurus van Auteursnamen: 097928011
- Virtual International Authority File: 290807246